# Yolande van Dreux
Yolande van Dreux (1263 - 1330) was een dochter van Robrecht IV van Dreux en van Beatrix van Montfort. Zij volgde in 1311 haar overleden moeder op als gravin van Montfort. Yolande was gehuwd met:
- Alexander III van Schotland (-1286)
- Arthur II van Bretagne,

en werd de moeder van:
- Jan van Montfort (1294-1345)
- Beatrix (1295-1384), in 1315 gehuwd met Guy X van Laval (-1347)
- Johanna (1296-1364), in 1323 gehuwd met Robrecht van Kassel (1275-1331), zoon van Robrecht III van Bethune,
- Adelheid (1297-1377), gehuwd met Burchard VI van Vendôme (-1354)
- Blanche (1300-)
- Maria (1302-1371), non.